# J-15 (航空機)
J-15
殲撃-15
殲-15艦載戦闘機
空母「山東」艦載のJ-15
- 用途：艦載多用途戦闘機
- 分類：艦上戦闘機、マルチロール機
- 製造者：瀋陽飛機工業集団
- 運用者： 中国
- 初飛行：2009年8月31日[2]
- 生産数：100±機（2024年）[3]
- 運用開始：2013年
- 運用状況：現役

J-15（殲-15、歼-15、ピンイン：Jiān-15）は、瀋陽飛機工業集団と601研究所により開発された艦上戦闘機である。NATOコードネームは「フランカー X2（Flanker-X2）」。愛称は｢フライングシャーク(中国語表記:飞鲨)｣。中国人民解放軍海軍の中国の空母建造計画で製造された。

## 概要
開発の経緯や性能などは公にされておらず、以下の情報は推測に基づいている。
初期の情報では本機がセミステルスの派生型となるとされたが、実際にはJ-11Bをベースに国産のアビオニクスと兵装を装備する機体である。
少数生産にとどまるとみられたが、2020年2月21日に中国航空工業集団（AVIC）は新しいバッチとみられるJ-15の生産を再開した。
2024年10月には遼寧と山東の2隻の空母による初の合同演習で、新型のJ-15TとJ-15DHの運用が確認された。続く11月の珠海航空ショーでは正式に両機が公開された。
当初機体番号は3桁で統一されていたが（試作機551～556、量産機100～123。ナンバーのない派生試作機もあり）、空母山東の就役に前後して、2桁のナンバーに改められている。
機番や公開演習から、初期試作機6機や派生試作機を除いた生産型がA型66機、T型14機、S型15機、DH型2機以上あるとされる。

## 開発
2001年頃にウクライナから入手したSu-33試作型が参考にされたと推測される。
最初のJ-15試作機は2009年8月31日に初飛行を実施したと推測される。
飛行の動画と静止画像が2010年7月に公表された。
2011年7月、WS-10の出力増強型WS-10Hが、J-15戦闘機のために選定されると報告された。より艦上戦闘機に適した機体とするため、他の改善も施されている。
2010年5月6日、J-15はスキージャンプ甲板を模して地上に設置された設備から最初の離陸を実行した。
2012年11月25日、中国初の空母「遼寧」で行われた訓練で、J-15が初めて飛行甲板への着艦に成功した。
派生開発も行わており、2012年11月4日には複座型のJ-15Sが初飛行。2014年11月にはカタパルト発艦を前提としたと思われるJ-15T試作型のモックアップが登場。2018年5月には電子攻撃型のJ-15DHを確認。2021年12月には新型のアビオニクス搭載と思われるJ-15T量産型が紹介された。

## 設計
J-15はJ-11Bをベースとして、Su-33の試作機であるT-10K-3から得られた構造強化やアレスティング・フックなど艦載機設計をフィードバックしている。このため、構成はSu-33とほぼ同じであり、主翼と水平尾翼を中ほどで上方に折りたたむ機構を持つ。
アビオニクスはJ-11Bの3軸安定型4重デジタル・フライ・バイ・ワイヤをベースとしたシステムが搭載されているとされる。中国製アビオニクス搭載により、AAMや通常爆弾しか運用できなかった制空戦闘機のSu-33と違い、各種の空対空ミサイルや精密誘導弾、YJ-83対艦ミサイル、KD-88対地ミサイル、YJ-91対レーダーミサイル等を搭載できるマルチロール機となった。
主任設計士によれば、ランディングギアなど主要なチタン合金耐荷重構造を3Dプリント技術により製造し、これにより開発期間短縮に成功している。金属の変形や強度不足を克服して3Dプリンターによる大型部品を使用した航空機はJ-15が世界初である。また、J-11Bと同様に機体構造の多くの部分に複合材料を使用しているとされ、空虚重量はSu-33よりも軽量化されていると推測されている。
試作機・量産A型ではエンジンはAL-31Fターボファンエンジンを搭載する。国産エンジンのWS-10A/Hも選定されたものの試作機への搭載のみで、洋上を飛行する艦上機用エンジンとしてはまだ信頼性が低いといった理由から、この時点では量産機搭載されていない。2022年11月23日、J-15にWS-10シリーズと思われる国産エンジンが搭載されていることが確認された。
給油ポッドを使用してプローブアンドドローグで空中給油を行うバディー・システムにも対応しており、2021年には夜間空中給油訓練が公開されている。

### 推定性能
チャイナ・サインポストでは、J-15が「おそらくF-22を除き、事実上、各国軍隊で運用されている全ての現用戦闘機と空気力学的な性能は対等か凌駕する」と分析し、またJ-15はF/A-18E/Fと比較して出力重量比で10%優り、翼面荷重で25%低いと主張している。
チーフデザイナーを務めた孫聡は爆弾の搭載量、戦闘行動半径、機動性がF/A-18と一致する可能性があると述べている。しかし、同様の声明の中で彼はより電子機器との戦闘システムの改良、国産エンジンの成熟が必要と述べた。
中国人民解放軍国防大学の胡思遠は、「J-15の目下の弱点は、ロシア製のAL-31エンジンが、アメリカ製のF-35（のF135ターボファンエンジン）よりも出力に劣ることにある」と述べた。
尹卓少将は、J-15は空中戦闘能力ではF/A-18E/Fのものより優れており、アビオニクスの性能が第5世代戦闘機の基準を満たしていると述べている。しかし一方で、対地・対艦攻撃能力は、F/A-18E/Fにやや劣っていたと述べた。

## 事故
中国初の艦載機として注目度の高い機体であり、運用開始当初に2度の墜落事故が報告されている。どちらも陸上基地ニートカでFBWの誤動作が疑われるが、空母での事故は確認されていない。
- 2016年4月6日、陸上機基地での訓練中に飛行システム故障で墜落。パイロットはベイルアウトし、重傷を負ったが生存。墜落した機体は損傷が軽微であったため、修復され復帰した。
- 同年4月27日、着陸中に機体が約80度で急上昇、失速して墜落した。パイロットは死亡。現在のところJ-15唯一の喪失機となる。
- 2017年7月、 左エンジンにバードストライクを受け、火災が発生。緊急着陸し、消火された。
- 2025年3月、中国南部海南島で中国海軍の戦闘機が墜落し、パイロットはパラシュートで脱出した。香港紙・星島日報（電子版）はインターネット上の情報として、墜落したのは空母艦載機「殲１５」ではないかとの見方を伝えた。

## 派生
J-15
試作機
J-15A
単座の量産型。遼寧と山東で運用されるが、CATOBARの福建には非対応。
J-15S
複座型。開発中止との推測もあったが、2013年12月には中国メディアは、J-15Sの大量生産が始まったことを報告。艦載運用はされておらず、陸上基地のニートカでの訓練に使用されている。
J-15T試作型
CATOBAR対応機開発とカタパルト実用試験のための試作機。モックアップでは前脚部が太くなり、カタパルトと接続するローチンバーが追加されていた。2016年9月頃には実機による試験がされていると報じられた。
J-15T量産型
J-15Aを改良、J-15T試作型のデータを参考にCATOBAR能力を獲得した。一時はJ-15Bと呼ばれていた。第5世代アビオニクス、新型AESAレーダー、IRST（レドームも黒から白色に変更）、ステルスコーティング、翼端ランチャーも変更されPL-10およびPL-15ミサイルの発射に対応。スーパーホーネットやラファールなどのCATOBAR機と同様にSTOBAR空母でのクロスデッキ運用も可能で、福建就役に先行して遼寧・山東に配備された。
J-15DH
電子攻撃機型。J-15DやJ-17と呼ばれていた時期もある。J-15Sをベースに同じく複座型の電子攻撃機J-16Dの技術を組み込んでいる。翼端にESMおよびELINT装備を含んでいると思われるポッドを搭載している。最初のJ-15Dテストベッドは2016年10月に初飛行し、2018年に確認された機体が最初の真の試作品であるという。2024年11月の航空ショーでは翼端2基に加えて、J-16Dと同様に胴体ハードポイントに2基、翼下ハードポイントに2基の計6基の電子戦ポッドを装備している。
現状CATOBARの福建には非対応。過去にはJ-11BSの能力向上型、J-16の艦載機型であるという説もあった。

## 要目
- 乗員：1名
- 全長：22.28m
- 全幅：15.0m（主翼折り畳み時：7.4m）
- 主翼面積：67.84㎡
- 全高：5.92m
- 空虚重量：17,500kg
- 全備重量：27,000kg
- 離陸時重量：32,500kg
- エンジン：サトゥールン・AL-31／WS-10ターボファンエンジン×2
- エンジン出力：12,505kg（122.6kN）×2
- 最高速度：マッハ2.4
- 航続距離：3,500㎞
- 最大高度：20,000m
- 兵装：GSh-30-1・30㎜機関砲×1（装弾数：150発）
- ハードポイント：12か所
  - 空対空ミサイル：PL-8・PL-10・PL-12・PL-15
  - 空対艦ミサイル：YJ-8・Kh-31
  - 爆弾、各種ポッド